# Natalya Roshchupkina
Natalya Roshchupkina (en russe : Наталья Рощупкина ; née le 13 janvier 1978 à Lipetsk) est une athlète russe spécialiste de l'heptathlon. 

## Biographie

### Palmarès
| Date | Compétition                           | Lieu                                  | Résultat | Performance |
| ---- | ------------------------------------- | ------------------------------------- | -------- | ----------- |
| 1996 | Championnats du monde juniors         | Sydney                                | 5e       | 5 448 pts   |
| 1998 | Coupe d'Europe des épreuves combinées | Tallinn                               | 2e       | 6 145 pts   |
| 1998 | Championnats d'Europe                 | Budapest                              | 9e       | 6 122 pts   |
| 1999 | Championnats du monde en salle        | Maebashi                              | 7e       | 4 382 pts   |
| 1999 | Championnats d'Europe espoirs         | Göteborg                              | 1re      | 6 125 pts   |
| 1999 | Championnats du monde                 | Séville                               | 10e      | 6 175 pts   |
| 2000 | Hypo-Meeting                          | Götzis                                | 2e       | 6 513 pts   |
| 2000 | Coupe du monde des épreuves combinées | Coupe du monde des épreuves combinées | 2e       | 19 127 pts  |
| 2000 | Coupe d'Europe des épreuves combinées | Oulu                                  | 1re      | 6 377 pts   |
| 2000 | Jeux olympiques d'été                 | Sydney                                | 6e       | 6 237 pts   |
| 2001 | Championnats du monde en salle        | Lisbonne                              | 4e       | 4 664 pts   |
| 2001 | Hypo-Meeting                          | Götzis                                | 3e       | 6 551 pts   |
| 2001 | Coupe du monde des épreuves combinées | Coupe du monde des épreuves combinées | 2e       | 19 357 pts  |
| 2001 | Goodwill Games                        | Brisbane                              | 1re      | 6 373 pts   |
| 2001 | Championnats du monde                 | Edmonton                              | 4e       | 6 294 pts   |
| 2003 | Championnats du monde                 | Paris                                 | 13e      | 6 034 pts   |

### Records
| Épreuve    | Performance | Lieu | Date |
| ---------- | ----------- | ---- | ---- |
| Heptathlon | 6 633 pts   |      | 2000 |